# Polygala subopposita
Polygala subopposita là một loài thực vật có hoa trong họ Polygalaceae. Loài này được S.K. Chen miêu tả khoa học đầu tiên năm 1980.